# Clorofillina
La clorofillina è un composto chimico di formula C34H31CuN4Na3O6 che in condizioni standard si presenta come un solido ceroso con una gamma di colori dal verde bluastro al verde scuro, a seconda del materiale di origine.

## Caratteristiche strutturali e fisiche
È un derivato della clorofilla contenente sodio e rame. Il composto risulta solubile in acqua e lievemente solubile in DMSO e metanolo.
| N. di atomi pesanti                              | 45            |
| N. di donatori di legami a idrogeno              | 3             |
| N. di accettori di legami a idrogeno             | 10            |
| N. di legami ruotabili                           | 5             |
| N. di elementi stereogenici atomici non definiti | 2             |
| Massa monoisotopica                              | 618,2328765 u |
| Superficie polare                                | 164 Å²        |

## Reattività e caratteristiche chimiche

### Spettri analitici
- UV[2]

## Farmacologia e tossicologia

### Effetti del composto e usi clinici
Viene utilizzata in alcuni prodotti farmaceutici alternativi per il trattamento e il controllo degli odori di ferite, lesioni e altre condizioni della pelle. La clorofillina può anche legarsi a sostanze mutagene come il benzo(a)pirene aromatico policiclico e il dibenzo(a,i)pirene.

### Controindicazioni ed effetti collaterali
Può portare effetti di fotosensibilizzazione.

### Tossicologia
| Organismo | Test | Somministrazione | Dose      | Effetti                                             |
| --------- | ---- | ---------------- | --------- | --------------------------------------------------- |
| Topo      | DL50 | i.v.             | 285 mg/kg | Convulsioni, cambiamenti nella respirazione         |
| Topo      | DL50 | i.p.             | 400 mg/kg | Convulsioni, cambiamenti nella respirazione         |
| Cavia     | LDLO | i.v.             | 80 mg/kg  | Cambiamenti del ritmo cardiaco e nella respirazione |

## Applicazioni
Viene inoltre impiegata:
- come additivo alimentare[3]
- come colorante per cosmetici[8]
- come componente nei profumi[9]
- nella determinazione spettrofotometrica della Venlafaxina cloridrato
- nella sensibilizzazione di un elettrodo di vetro conduttivo con film di TiO2 per celle fotoelettrochimiche ibride
- come cromoforo nei gel termosensibili[5]